# Hamus bowoensis
Espèce
Hamus bowoensis est une espèce d'araignées aranéomorphes de la famille des Synotaxidae.

## Distribution
Cette espèce est endémique du Tibet en Chine,. Elle se rencontre dans le xian de Bomi.

## Description
Le mâle holotype mesure 1,87 mm et la femelle paratype 2,15 mm.

## Étymologie
Son nom d'espèce, composé de bowo et du suffixe latin -ensis, « qui vit dans, qui habite », lui a été donné en référence au lieu de sa découverte, le xian de Bomi.

## Publication originale
- Ballarin & Li, 2015 : « Three new genera of the family Nesticidae (Arachnida: Araneae) from Tibet and Yunnan, China. » Zoological Systematics, vol. 40, no 2, p. 179-190.